# Itaguaru
Itaguaru ist ein kleines brasilianisches Munizip im Bundesstaat Goiás in der Mesoregion Zentral-Goiás und in der Mikroregion Anápolis. Sie liegt westlich der brasilianischen Hauptstadt Brasília und nördlich von Goiânia, der Hauptstadt des Bundesstaates. Die Einwohnerzahl im Jahr 2022 betrug 4.904 Einwohner.

## Etymologie
Der Name Itaguaru wurde aus Teilen der Namen benachbarter Städte gebildet, nämlich ITAberaí, jaraGUA und uRUana, die die Gemeinde umgeben.

## Geschichte
Im Juli 1946 hatten die Landwirte Napoleão Pires de Barros und Urgélio Teixeira die Idee, in der Nähe ihrer Ländereien eine Stadt zu gründen, um den Austausch mit den Nachbarstädten zu erleichtern und den Wert des hochwertigen Bodens zu steigern.
Nachdem der Gründungsplan genehmigt worden war, wurde der Ort „Chapadão“ ausgewählt, da eine wunderschöne Ebene auf dem Landgut Santo Antonio do Curral Queimado war.
Die Gründer erhielten von den anderen Landbesitzern der Gemeinde Jaraguá, zu der sie gehörten, eine Schenkung von 6 alqueires und begannen unter der Leitung des Vermessungsingenieurs Jarbas CamposArantes mit der Erschließung des Geländes für das Stadtgebiet.
Die Stadt „Chapadão“ erhielt einen großen Aufschwung, dank der ausgezeichneten Qualität des Bodens für Landwirtschaft und Viehzucht, Aktivitäten, die zur wirtschaftlichen Grundlage der Stadt wurden.
Durch das Gemeindegesetz Nr. 31 aus dem Jahr 1952 erhielt die Stadt den Status eines Bezirks, mit dem neuen Namen ITAGUARU, der sich aus der Kombination von Itaberaí, Jaraguá (Nachbargemeinden) und dem Fluss Uru, der durch die Region fließt, ergibt.
Nach sechs Jahren erhielt es durch das Staatsgesetz 2101 vom 14. November 1958 seine politische Autonomie und wurde am 1. Januar 1959 zum Munizip.

### Historische Wirtschaft
Die wirtschaftliche Grundlage der Gemeinde war die Landwirtschaft, wo Mais, Bohnen, Reis und Maniok angebaut wurden, sowie die Viehzucht.
Außerdem wurden Bananen, Zuckerrohr, Orangen, Zitronen, Avocados und anderes Obst und Gemüse für den Eigenbedarf angebaut. Zur Selbstversorgung wurden Hühner, Schweine, Perlhühner (cocá, sapoti) und Enten gezüchtet. Pferde und Maultiere spielten bei der Gründung der Stadt ebenfalls eine wichtige Rolle, und die Waren wurden mit diesen Transportmitteln sowie mit Ochsenkarren herbeigeschafft.

## Geographie
Itaguaru grenzt an die Gemeinden:
- Von West bis Nord an Uruana
- Im Osten an Jaraguá
- Im Süden an Itaguari
- Im Südwesten an Itaberaí

Ihre Hauptzufahrtsstraße ist die GO-154, die sie mit Goiânia, der Hauptstadt des Bundesstaates Goiás, verbindet.
Obwohl es keine formale territoriale Unterteilung gibt, gibt es mehrere Ortschaften, die nach den Bräuchen der Einheimischen benannt sind, wie z. B.: Curral Queimado, Olaria, Brejo Grande, Fundão, Maria Baiana, Lama Preta, Linha do Siqueira, Cubatão, Garajau, Barragem und andere.